# Vila Alina Știrbei din Sinaia
Vila Alina Știrbei din Sinaia este un monument istoric aflat pe teritoriul orașului Sinaia.